# Val de Nendaz
Le val de Nendaz est une vallée de Suisse dans la commune de Nendaz en Valais.

## Géographie

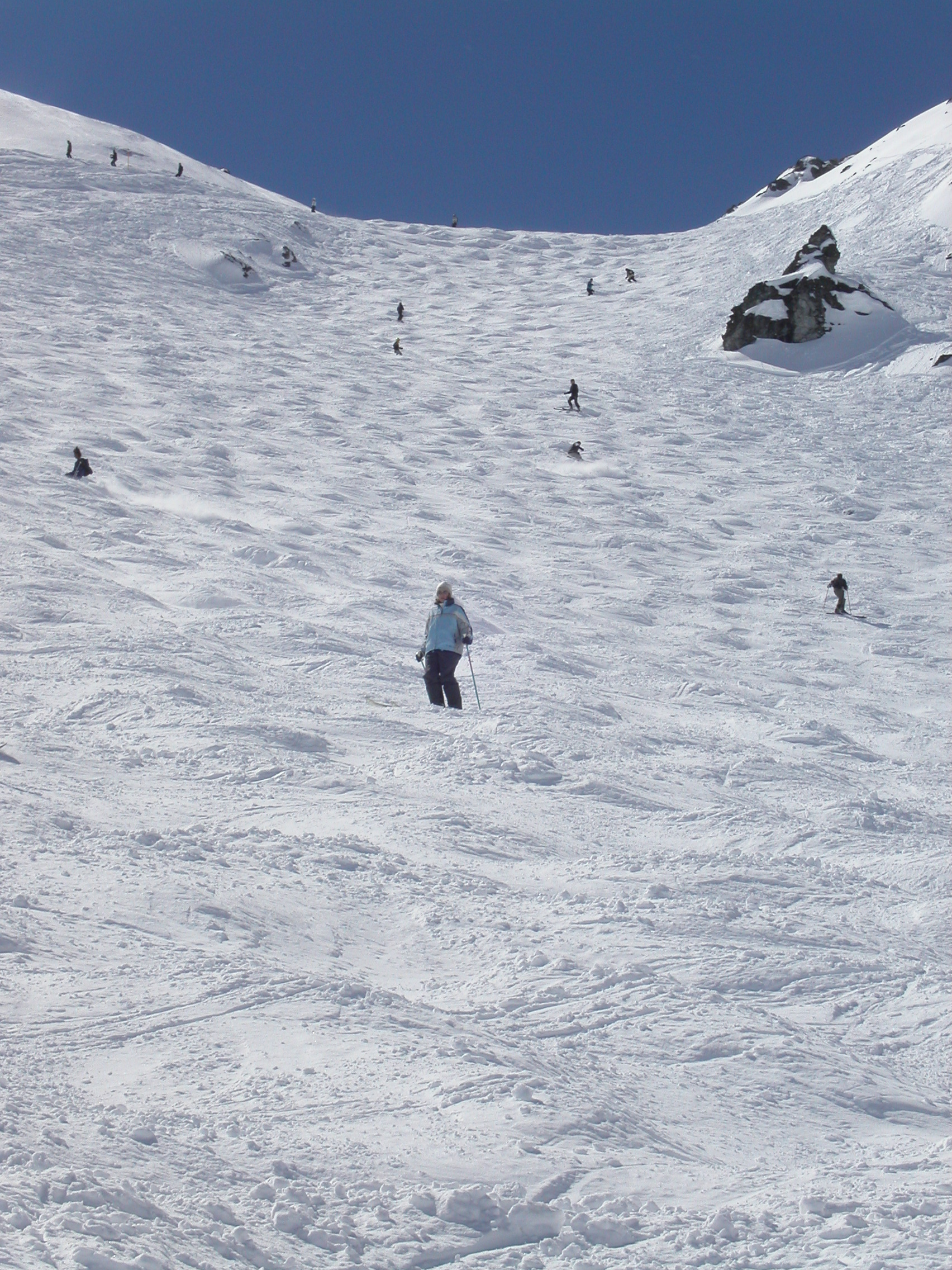
Piste jaune de Tortin, val de Nendaz, entre Verbier et Nendaz

Arrosé par la Printze, le val de Nendaz s'ouvre sur la plaine du Rhône à la hauteur d'Aproz. La station touristique de Nendaz (1 252 m) qui lui a donné son nom se situe à l'ouest du val. La station de Veysonnaz (1 233 m) est perchée sur le versant opposé et fait face au plateau de Nendaz.
Le val de Nendaz a une orientation nord-sud. Une route permet d'accéder à la section supérieure de la vallée et la station de Siviez (ou Super Nendaz, à 1 733 m). On peut ensuite atteindre le barrage de Cleuson dont la retenue marque la fin du val de Nendaz.
Les principaux sommets qui bordent le val de Nendaz sont :
- la dent de Nendaz  (2 462 m) ;
- le mont Rouge (2 491 m) ;
- le mont Gond  (2 670 m) ;
- le mont Gelé (3 023 m) ;
- le mont Fort (3 328 m) ;
- le Métrallier (3 213 m) ;
- la Rosablanche (3 335 m).

## Villages et sites
- Aproz
- Baar
- Basse-Nendaz
- Brignon
- Beuson
- Haute-Nendaz
- Planchouet
- Saclentse
- Siviez